# Bolivar (seriefigur)
Bolivar är en Sankt Bernhardshund som bor hos Kalle Anka och är Ankeborgsmästare i dam. Tidigare var det Oppfinnar-Jockes medhjälpare som hade titeln, men Bolivar tog den från honom i en turnering i bakgrunden av en serie.[källa behövs]
Bolivar skapades i Kalle Ankas dagsstrippar, tecknade av Al Taliaferro. I dessa serier hade han också en son, Behemoth, som dock inte setts till sedan 1940-talet.